# Хлотсинд
Хлотсинд (Chlothsind) e дъщеря на краля на франките Хлотар I, от рода на Меровингите, четвъртият син на Хлодвиг и Хродехилде от Бургундия, дъщеря на Хилперих II крал на Бургундия и съпругата му Каретана.
Майка ѝ се казва Ингунда и е първата съпруга на баща ѝ, който имал няколко жени и конкубина. Сестра е на Хариберт I, Сигиберт I, Хариберт I, Хилперих I, Гунтрам и на още пет братя, които умират рано и една сестра Хлодосвинда.
Тя става около 560 г. първата съпруга на краля на лангобардите Албоин.
През 558 г. Хлотсинд става майка на Албсуинда.
През 567 г. Албоин се жени за Розамунда.